# Chironomus crassimanus
Chironomus crassimanus är en tvåvingeart som beskrevs av Karl Strenzke 1959. Chironomus crassimanus ingår i släktet Chironomus och familjen fjädermyggor. Inga underarter finns listade i Catalogue of Life.